# グラノッツォ・コン・モンティチェッロ
グラノッツォ・コン・モンティチェッロ（伊: Granozzo con Monticello）は、イタリア共和国ピエモンテ州ノヴァーラ県にある、人口約1,300人の基礎自治体（コムーネ）。

## 地理

### 位置・広がり
| 隣接するコムーネは以下の通り。括弧内のPVはパヴィーア県所属を示す。 - カザリーノ - コンフィエンツァ (PV) - ニッビオーラ - ノヴァーラ - ヴェスポラーテ |

## 行政

### 分離集落
グラノッツォ・コン・モンティチェッロには、以下の分離集落（フラツィオーネ）がある。
- Cascina Calcinara, Case Sparse, Case Sparse di Monticello, Granozzo, Monticello